# Juan Pietravallo
Juan Martín Pietravallo (Buenos Aires, 7 dicembre 1981) è un ex calciatore argentino, di ruolo centrocampista.